# Alberto Moreno
Alberto Moreno Pérez (* 5. července 1992 Sevilla) je španělský profesionální fotbalista, který hraje na pozici levého obránce za španělský klub Villarreal CF. Mezi lety 2013 a 2017 odehrál také 4 zápasy v dresu španělské reprezentace.

## Klubová kariéra
Profesionální fotbalovou kariéru zahájil v klubu Sevilla FC. Se Sevillou vyhrál Evropskou ligu 2013/14.
V srpnu 2014 přestoupil za 12 milionů liber do anglického klubu Liverpool FC.

## Reprezentační kariéra
Alberto Moreno Pérez vyhrál se španělským mládežnickým národním týmem Mistrovství Evropy hráčů do 21 let 2013 v Izraeli, kde mladí Španělé porazili ve finále Itálii 4:2.
V A-mužstvu Španělska přezdívaném La Furia Roja debutoval 15. 10. 2013 v Albacete v kvalifikačním zápase proti reprezentaci Gruzie (výhra 2:0).